# はじき音

調音方法

気流の妨害度

阻害音
破裂音
破擦音
摩擦音
共鳴音
ふるえ音
はじき音
接近音

気流の通路
中線音
側面音
口蓋帆の状態
口音
口鼻音
鼻音
気流機構
肺臓気流
吸気音
呼気音

非肺臓気流
放出音
入破音
吸着音

▶ 調音部位

はじき音／弾き音（はじきおん、tap or flap）とは、口腔内に調音器官によって瞬間的な接触を作ることで作り出される子音。弾音（だんおん）、単顫動音（たんせんどうおん）とも呼ばれる。

## 概要
はじき音は通常有声である。
はじき音はふるえ音に似ており、両者を区別しない言語も多いが、ふるえ音が高速に複数回接触するのに対して、はじき音は1回だけ接触する。
国際音声記号の表では "Tap or Flap" と記述されており、両者を区別する場合、tap をたたき音、flap をはじき音（弾音）と訳す。両者の違いは、Tap が単に接触するだけなのに対して、Flap が調音器官をいったん逆方向に動かして、その反動を利用する点にあるが、Tap と Flap を音韻的に区別する言語は存在せず、両者を区別せずに使うことが多い。

### 弾音化
英語では、ある条件下において、無声歯茎閉鎖音/t/の発音が、有声歯茎たたき音およびはじき音[ɾ]（日本語のラ行の音）に変化することがある。この現象は、調音の際の舌の動かし方によって「フラッピング（英: flapping）」又は「タッピング（英: tapping）」といわれ、両者を合わせて一般的には「弾音化」と呼ばれている。
詳細はフラッピングを参照。

## 国際音声記号
- [ɾ] - 歯茎はじき音
- [ɽ] - そり舌はじき音
- [ɺ] - 歯茎側面はじき音
- [ⱱ̟] - 両唇はじき音
- [ⱱ] - 唇歯はじき音
- [ɟ̆] - 硬口蓋はじき音
- [ɢ̆] - 口蓋垂はじき音